# Nukleotid
Nukleotider er byggestenene i DNA og RNA. Et nukleotid er opbygget af en pentose (ribose i RNA og deoxyribose i DNA), en eller flere fosfatgrupper, samt en nitrogenholdig base.
Basen kan være enten en purin (adenin (A) eller guanin (G)) eller en pyrimidin (cytosin (C) i RNA og DNA, thymin (T) i DNA, eller uracil i RNA). Nukleotider benævnes ofte med forbogstavet fra deres base, hvorved bogstaverne i det genetiske alfabet fremkommer: A, G, T og C.
Nukleotider bindes sammen vha. 3,5-fosfodiesterbindinger til lineære polymerer kaldet nukleinsyrer, der er fællesbetegnelsen for DNA og RNA. Nukleinsyre består af et eller to polynukleotider der udgør det dobbelt- eller enkelstrengede DNA eller RNA. Sukkermolekylerne danner sammen med fosfatgruppen den ydre grundstruktur i DNA/RNA-stregen, mens baserne peger indad og binder til hinanden vha. hydrogenbindinger. Kun komplementære baser, dvs. en purin og en pyrimidin, passer sammen. Sammensætningen af de nitrogenholdige baser udgør den genetiske arv.